# Léh

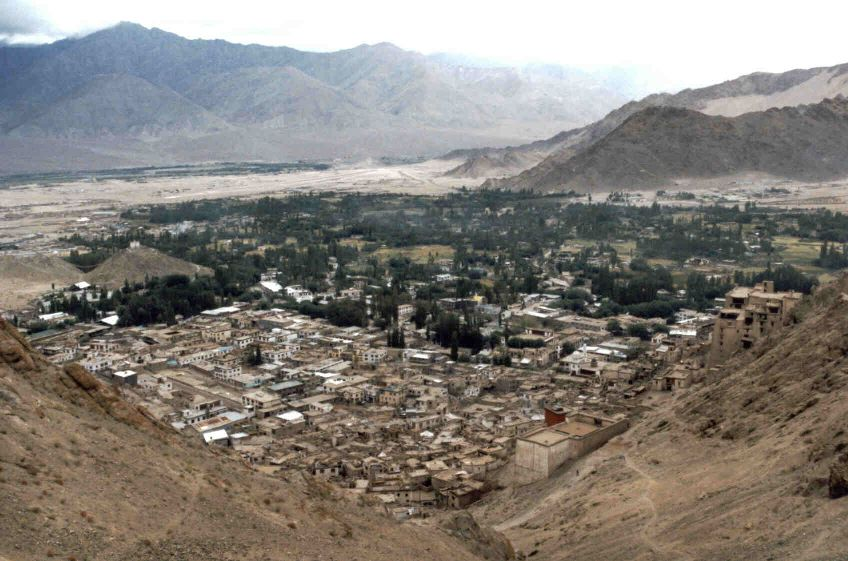
Pohled na Léh

Léh (ladacky a tibetsky Le, německy a anglicky Leh, podle toho hindsky Léh) je město v Himálaji, bývalé centrum království Ladak, nyní okresu Léh, ve svazovém státě Džammú a Kašmír v Indii. Hlavní dominantou města jsou ruiny královského paláce (nyní usilovně opravovaného), dřívějšího sídla královské rodiny v Ladaku, částečné podobného paláci Potála v Lhase.

## Geografie
Léh se nachází v údolí řeky Indus mezi Ladackým a Zanskarským hřbetem (obě pohoří mají nejvyšší vrcholy přes 6000 m vysoké) v nadmořské výšce okolo 3500 m. Průměrné roční srážky jsou pouze kolem 50 mm ročně (vysokohorská poušť). Teploty se pohybují mezi −30 °C v zimě po 40 °C v létě.
Leh je spojen 434 km dlouhou vysokohorskou silnicí s Šrínagarem na západě a 473 km dlouhou silnicí s Manali na jihu. Silnice vedou přes několik vysokých sedel (až 5300 m), které jsou v zimě zavalené sněhem a neprůjezdné. V Léhu se nachází velké vojenské letiště, které je za příznivého počasí otevřeno celoročně a odkud každodenně odlétá několik spojů do Dillí.

## Historie
Městu dominuje královský palác, který byl postavený králem Sengge Namgyalem v 17. století a opuštěn v polovině 19. století při obsazení města Kašmírskou armádou. Královská rodina poté přesídlila do paláce ve Stoku na protější straně Indu pod majestátní horou Stok Kangri. Palác je devítipodlažní, v horních patrech žila královská rodina, v dolních byly stáje a skladiště.
Mešita byla postavená v roce 1661 po vojenských hrozbách mogulského vládce Aurangzéba. Mešita odráží směs muslimské a tibetské architektury a pojme více než 500 lidí.
Léh je významným střediskem na obchodní stezce vedoucí údolím Indu mezi Tibetem na východě a Kašmírem na západě a křižovatkou do Číny na severu a Indie na jihu.
Pro české cestovatele je zajímavá Moravská misijní škola provozovaná Moravskými bratry od roku 1885.
Léh, stejně jako celý Ladak, je součástí indického svazového státu Džammú a Kašmír, na jehož území si činí, kromě Indie, nárok také Pákistán a částečně i Čína. V posledních letech, díky zklidnění situace, nastává v oblasti prudký rozvoj turistického ruchu.

## Demografie
V roce 1981 bylo podle sčítání obyvatelstva přes 80 % populace tibetských buddhistů, 15 % muslimů a zbytek ostatních náboženství. V poslední době přibývají muslimové hlavně z kašmírského údolí, především v důsledku přesunutí turistického ruchu do Ladakhu.
V roce 2001 měl Léh 27 500 obyvatel. Úroveň gramotnosti je přes 75 %, což je výrazně více než ve zbytku Indie.
Existence tibetských buddhistů a muslimů v Lehu s sebou přináší různé konflikty mezi náboženstvími. Mešity a buddhistické kláštery byly ničeny během konfliktů. Protože se hlavní mešita, Jama Masjid a hlavní klášter Soma Gompa nacházejí velmi blízko sebe, panovala mezi věřícími studená válka. Dalajláma při návštěvě v roce 2003 promlouval za harmonii mezi náboženstvími.
Poblíž města se nacházejí uprchlické tábory pro Tibeťany, kteří uprchli z Číňany ovládaného Tibetu do Indie.
Ve městě a v okolí se nachází velké množství vojenských posádek, což sebou kromě mnoha problémů přináší zkvalitnění infrastruktury ve městě i okolí.

## Památky
- Léh - královský palác – je ve špatném stavu, momentálně prochází rozsáhlou rekonstrukcí, v okolí několik gomp
- Shanti stúpa – postavená nad městem Japonci v roce 1983
- staré město
- pevnost
- mešita Jama Masjid
- Soma Gompa
- Šej – bývalé hlavní město s ruinami královského paláce
- Stok – současný palác, sídlo ladacké královny
- významné kláštery (gompy) v okolí – Hemiš, Tiske, Alči, Likir, Lamayuru
- hřbitov Moravských bratří (Moravian Cemetery), kde je pohřben Ferdinand Stolička, přírodovědec a cestovatel českého původu, pravděpodobně první Čech v Himálaji

## Galerie

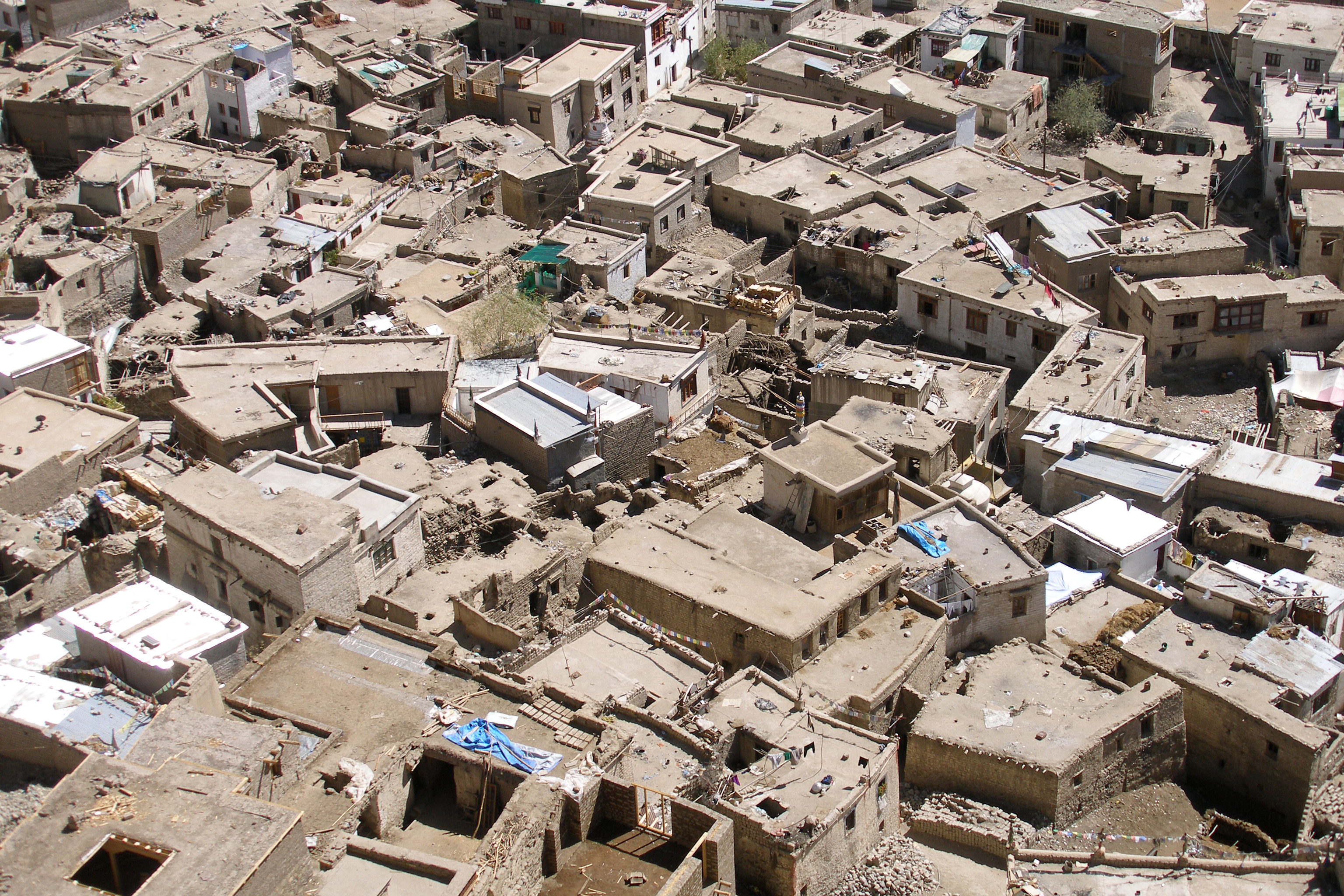
Pohled na Leh
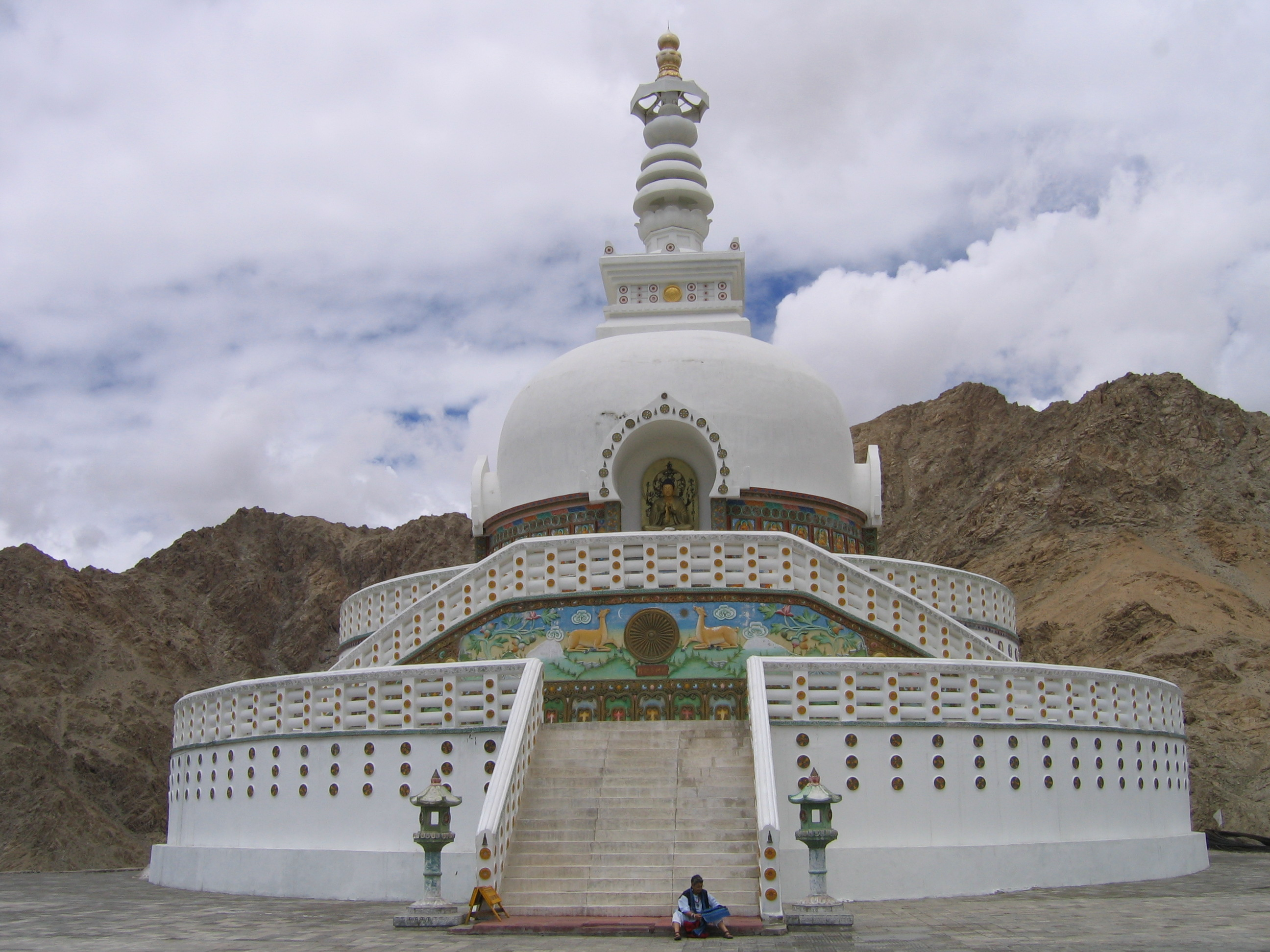
Shanti stúpa, vystavěná Japonci v roce 1983
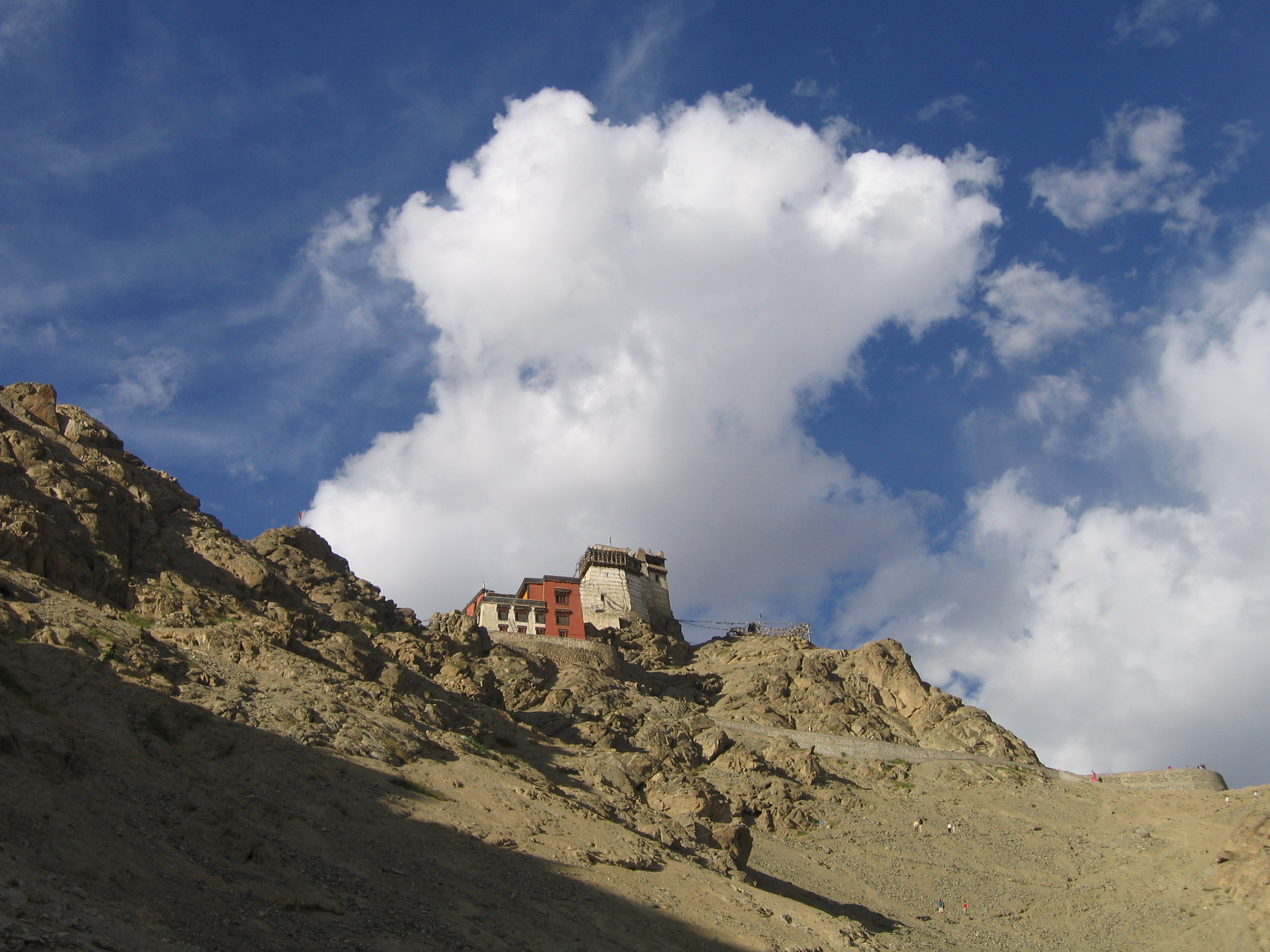
Palác v Lehu
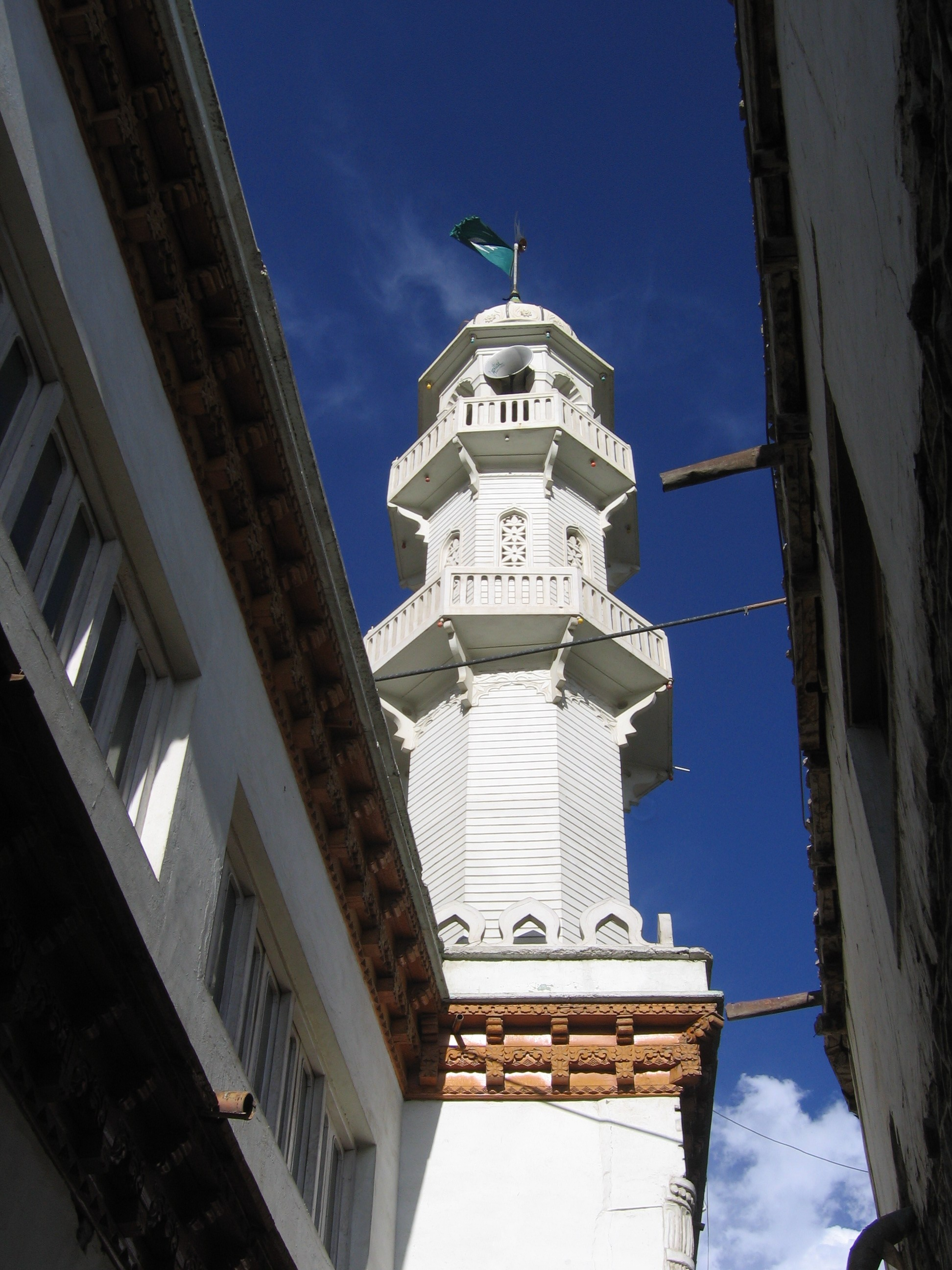
Mešita v Lehu
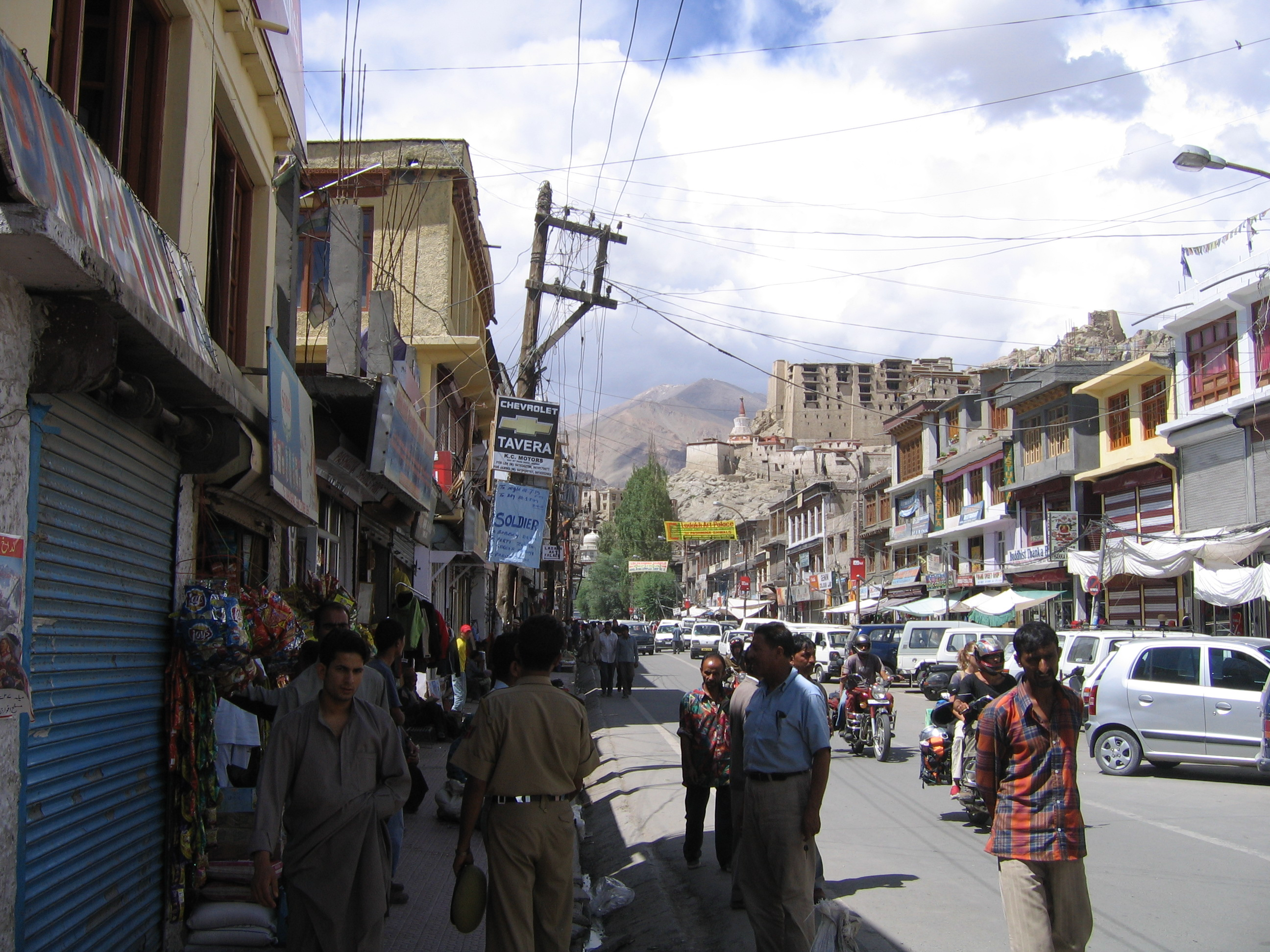
Staré tržiště